# Cục Thủy sản (Nhật Bản)

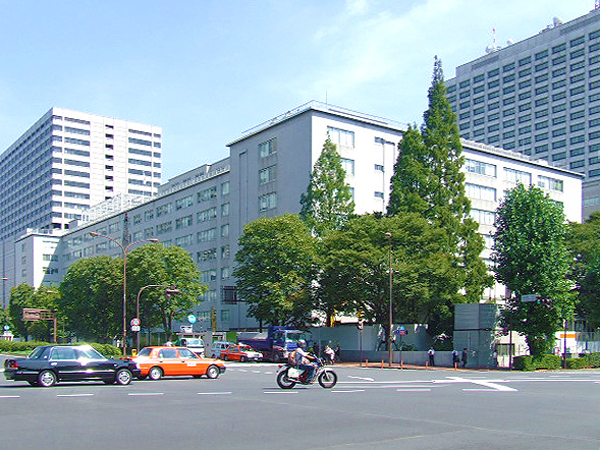
Cục Thủy sản nằm bên trong tòa nhà Bộ Nông nghiệp, Lâm nghiệp và Thủy sản ở Kasumigaseki.

Cục Thủy sản (水産庁 Suisan-chō) là cơ quan trực thuộc Bộ Nông nghiệp, Lâm nghiệp và Thủy sản (MAFF) của Nhật Bản.

## Tổng quan
Trụ sở chính của cơ quan này tọa lạc tại Kasumigaseki, Chiyoda, Tokyo.
Cục Thủy sản đảm bảo rằng cá đánh bắt được trên lãnh thổ Nhật Bản được thực hiện theo luật pháp nước này. Cơ quan này cũng đặt ra mức tiền phạt đối với những loại cá không được đánh bắt theo luật pháp.